# Orvelte
Orvelte is een brinkdorp in de gemeente Midden-Drenthe, in de Nederlandse provincie Drenthe. Het dorp staat bekend als monumentendorp en als museumdorp.

## Geschiedenis
Het dorp is vermoedelijk ontstaan tussen de 11e en 13e eeuw.
In 1917 stichtte een consortium van textielhandelaren een vlasfabriek in Orvelte. Zij stelden de Vlaamse strovlasinkoper H.F. Reyntjens aan als directeur. Deze werd in 1952 opgevolgd door vlastechnicus A.T. Krijnen. In 1968 moest de fabriek definitief sluiten.
In 1967 verkreeg een deel van Orvelte de status beschermd dorpsgezicht. De omgeving wordt gebruikt voor geologisch en biologisch veldwerk.
In de jaren 1970 werd ten noordwesten van het dorp de ijzertijdboerderij gebouwd.
In september 2009 werden bij het Oranjekanaal resten van een mammoet gevonden. Het betrof een slagtand van een meter, een paar kiezen en botten. In de directe omgeving werden ook in 1991 al resten aangetroffen. Waarschijnlijk horen deze vondsten bij elkaar. De kaak die in 1991 werd gevonden miste namelijk twee kiezen en de twee gevonden kiezen lijken daar precies in te passen.

## Monumentendorp
Orvelte presenteert zichzelf als een museumdorp en als monumentendorp vanwege de vele historische bezienswaardigheden in en rond het dorp. In 1966 telde het dorp Orvelte in Nederland 428 inwoners en 28 agrarische bedrijven. Er ontstond bezorgdheid over de mogelijke sloop of herbestemming van de agrarische gebouwen als gevolg van ruilverkaveling. De burgemeester, Louis Teunislieve, werkte aan de transformatie van Orvelte in een recreatieproject en in 1967 besloot de gemeente het dorp te restaureren als een “levend monument van historische plattelandsarchitectuur”. Omdat er nieuwe functies nodig waren om het dorp en zijn monumenten te onderhouden, werd Orvelte aangewezen als nationaal beschermd dorpsgezicht. In 1968 werd de Stichting Orvelte opgericht onder leiding van de burgemeester om het dorp en zijn historische architectuur te behouden, de natuurlijke schoonheid van het gebied te behouden en educatieve en recreatieve mogelijkheden te bieden terwijl de afhankelijkheid van de landbouw wordt verminderd. 
Naast de normale dagelijkse bedrijvigheid en woonfunctie van het dorp is een groot aantal boerderijen en andere gebouwen ingericht voor het publiek. Auto's zijn niet toegestaan in Orvelte, wel kan men een rondrit maken in een paardentram.
In het dorp is, soms tegen betaling, te zien hoe men in vroeger tijden leefde en werkte. Voorbeelden van attracties zijn:
- houtzagerij
- smederij
- klompenmakerij
- grutterswinkel
- ateliers en galerieën

Het voormalige 'Apple-Museum' verhuisde naar Westerbork en in 2019 opende in het pand het Jan Kruis Museum gewijd aan de striptekenaar Jan Kruis.
Even buiten het dorp staat een gereconstrueerde ijzertijdboerderij op het Reijntjesveld.

## Woonachtig (geweest)
- Bram de Does (1934-2015), letterontwerper en typograaf

## Fotogalerij

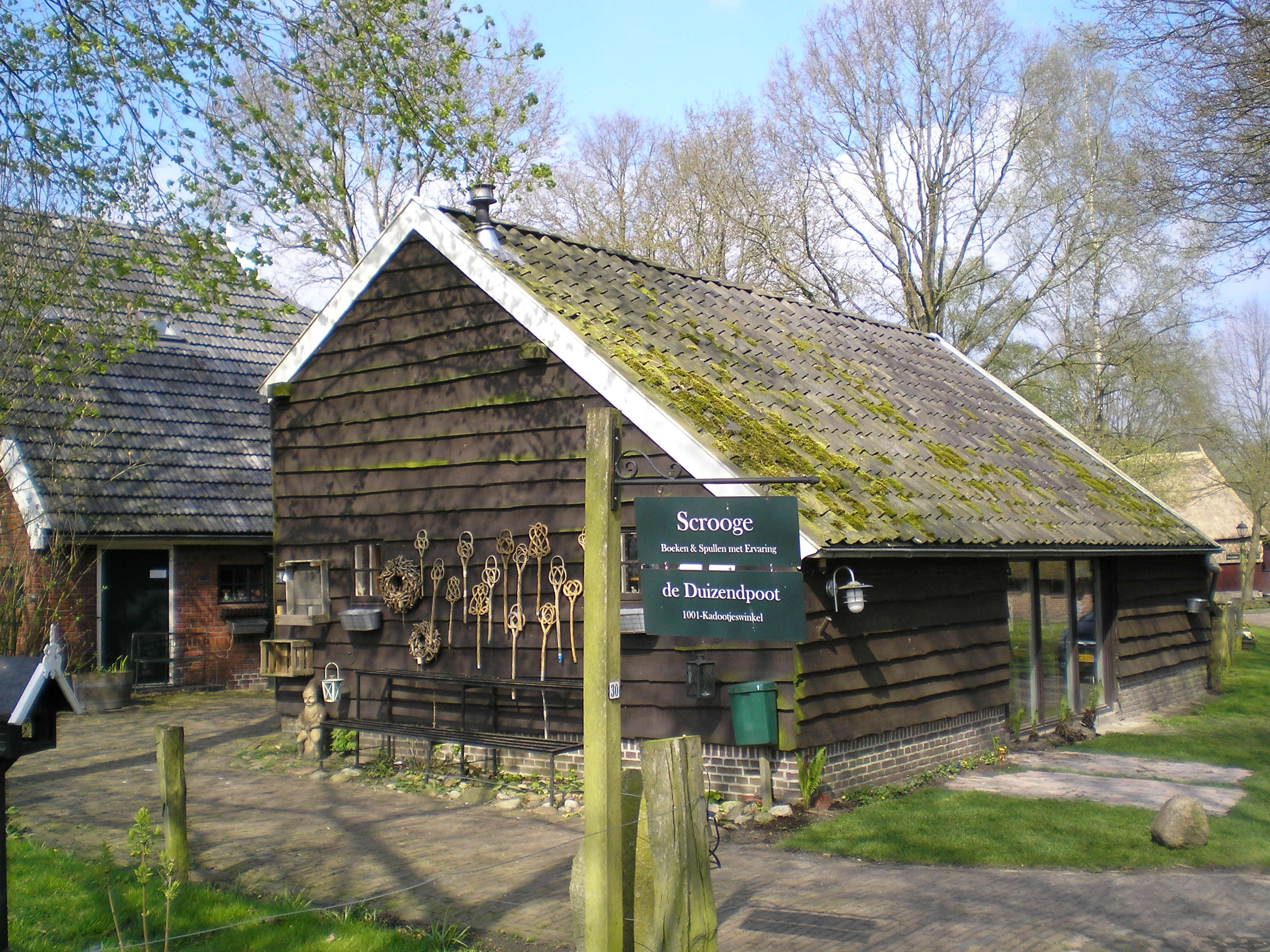
"Scrooge", Melkwegje 1 in Orvelte
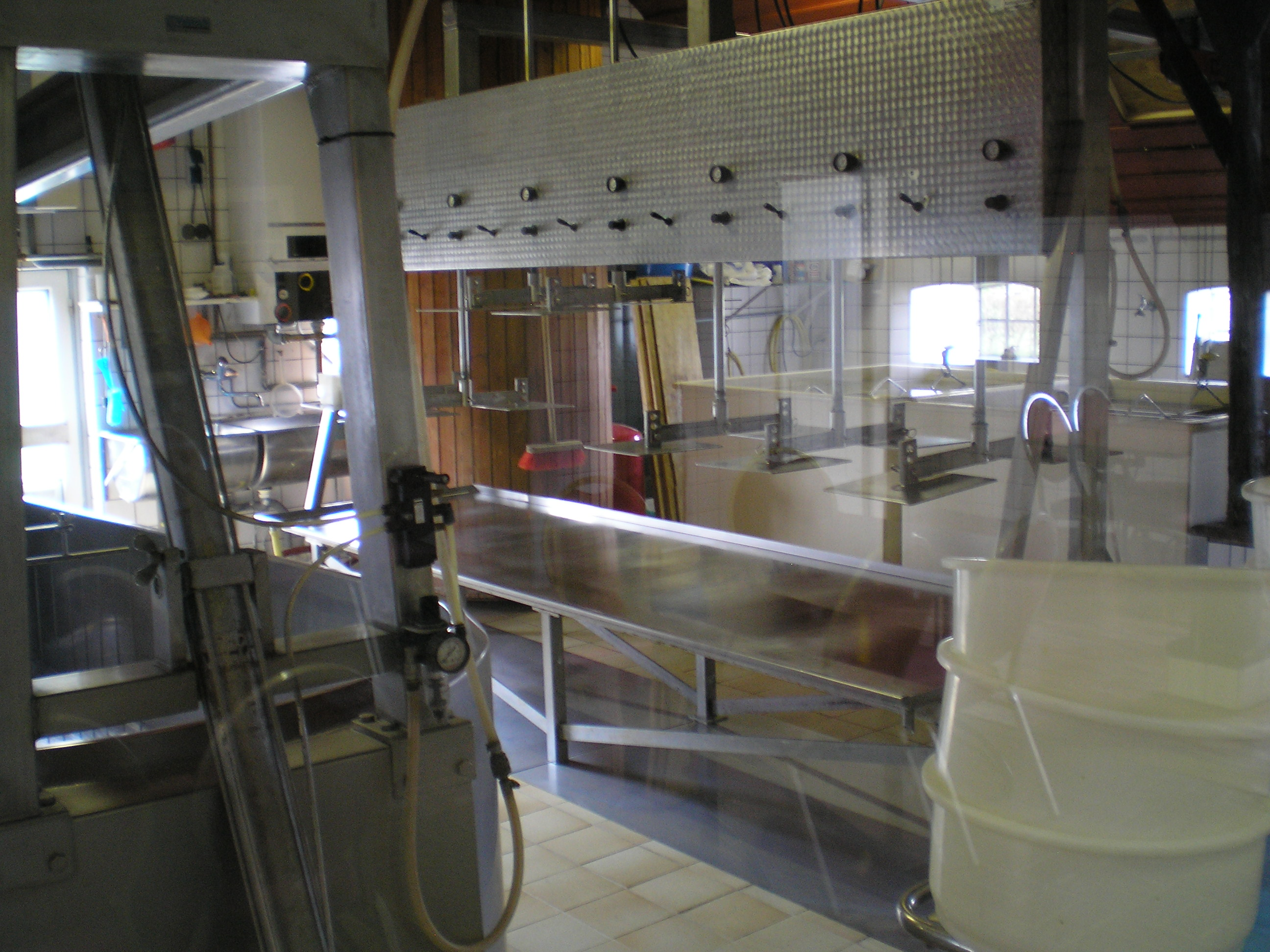
Kaasmakerij Melkwegje 3
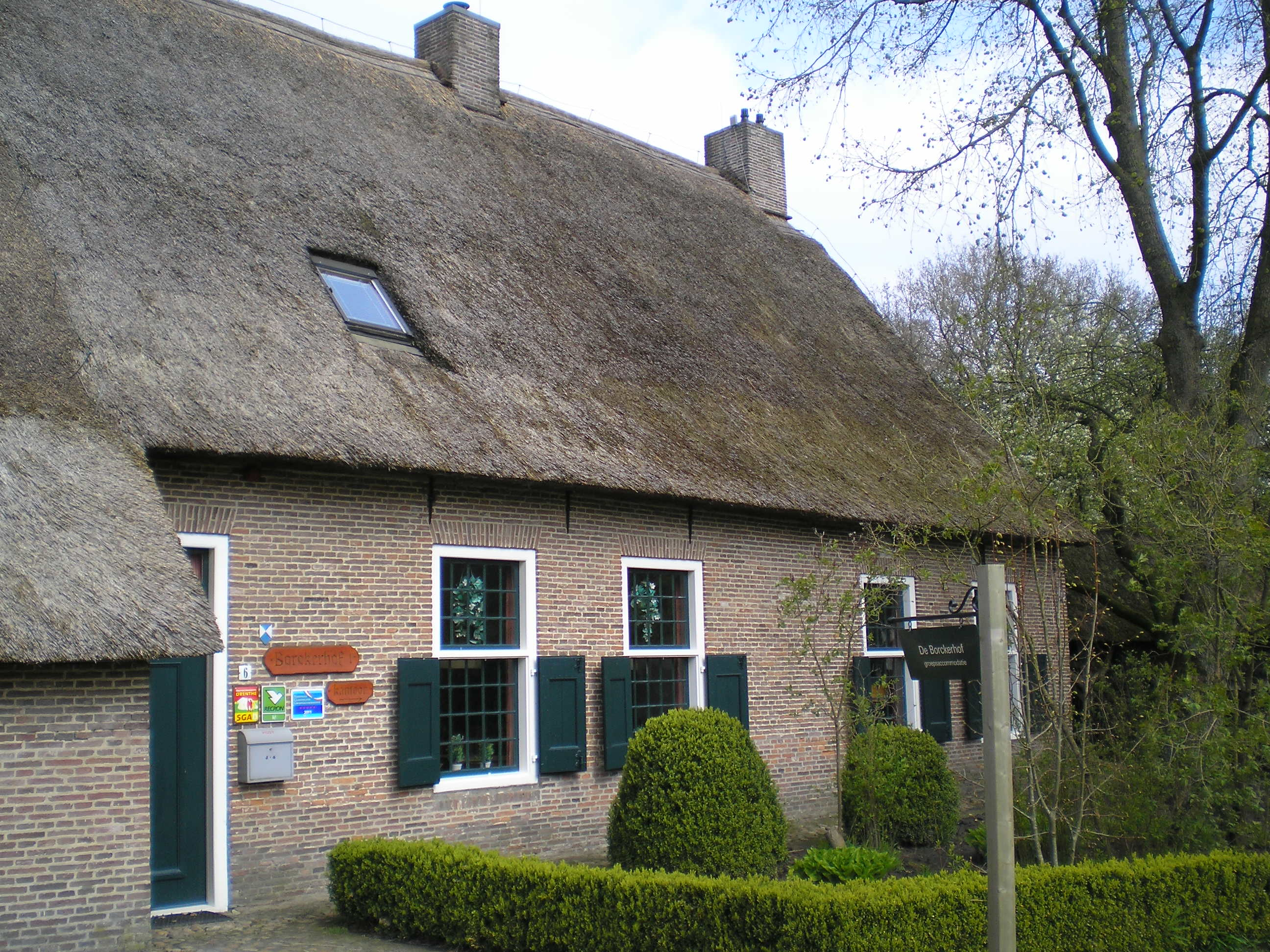
Pension De Borckerhof, Flintenweg 6
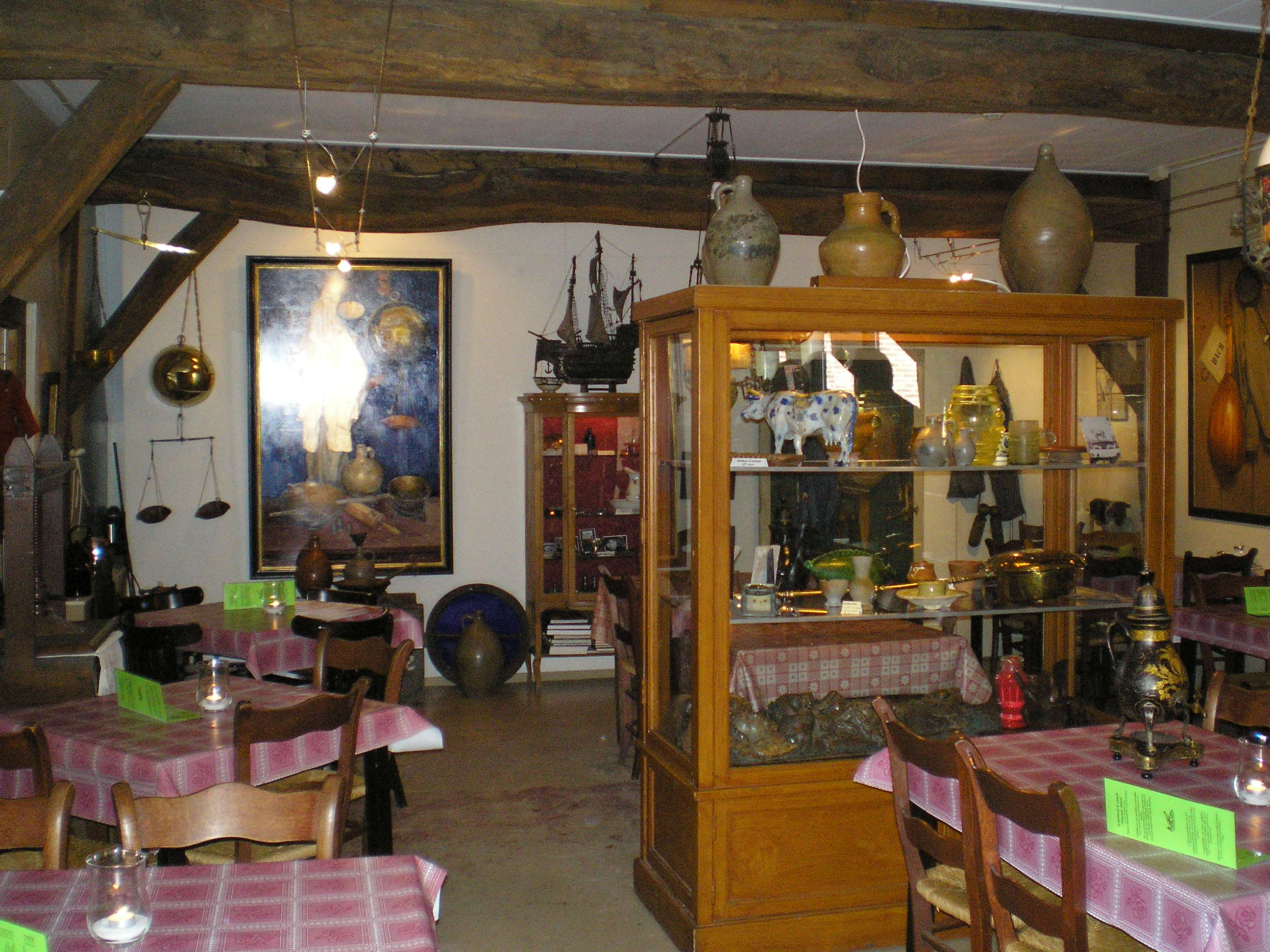
Interieur schenkerij lunchmuseum Schoolstraat 1
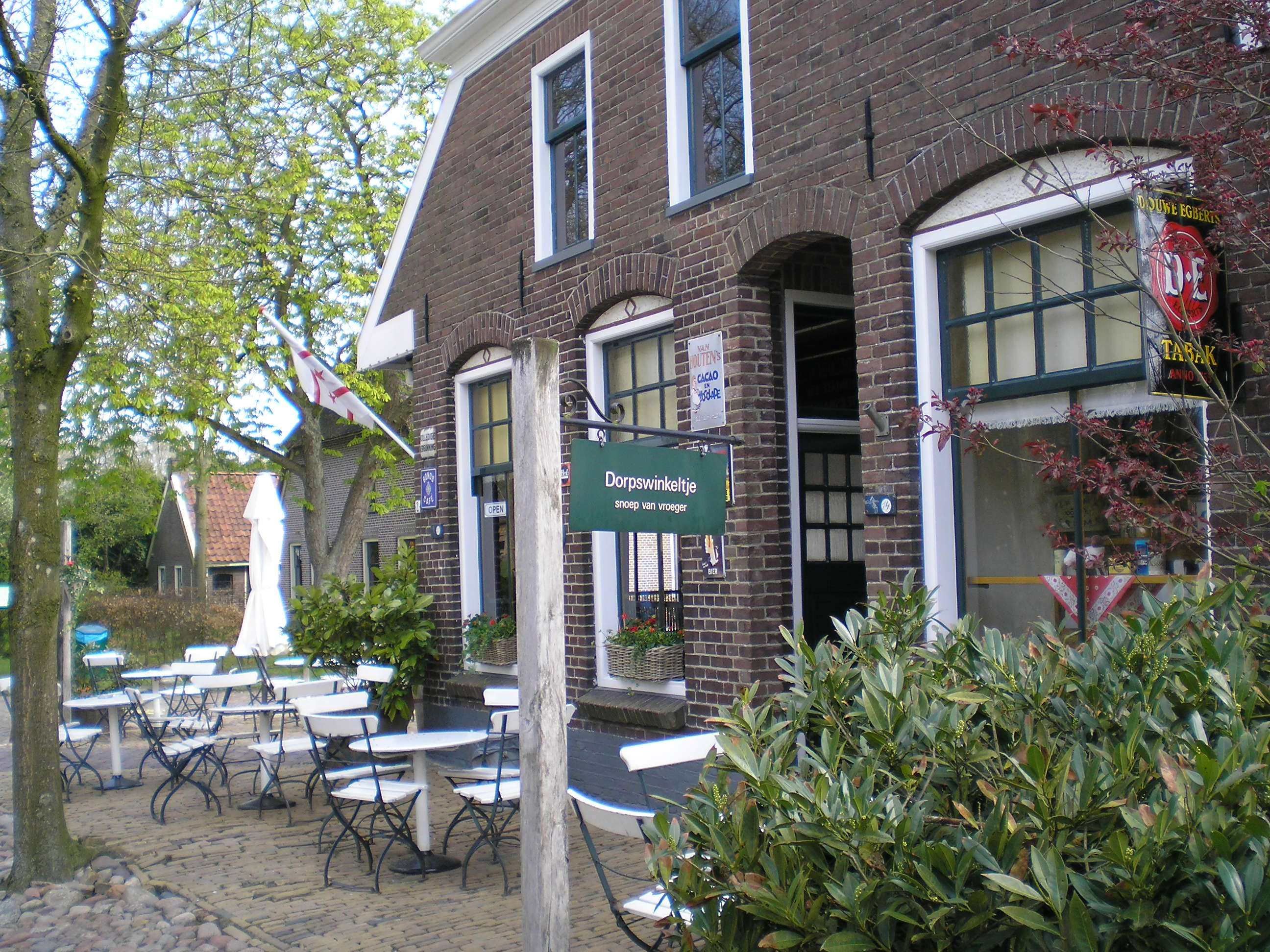
Dorpswinkel, Schoolstraat 2
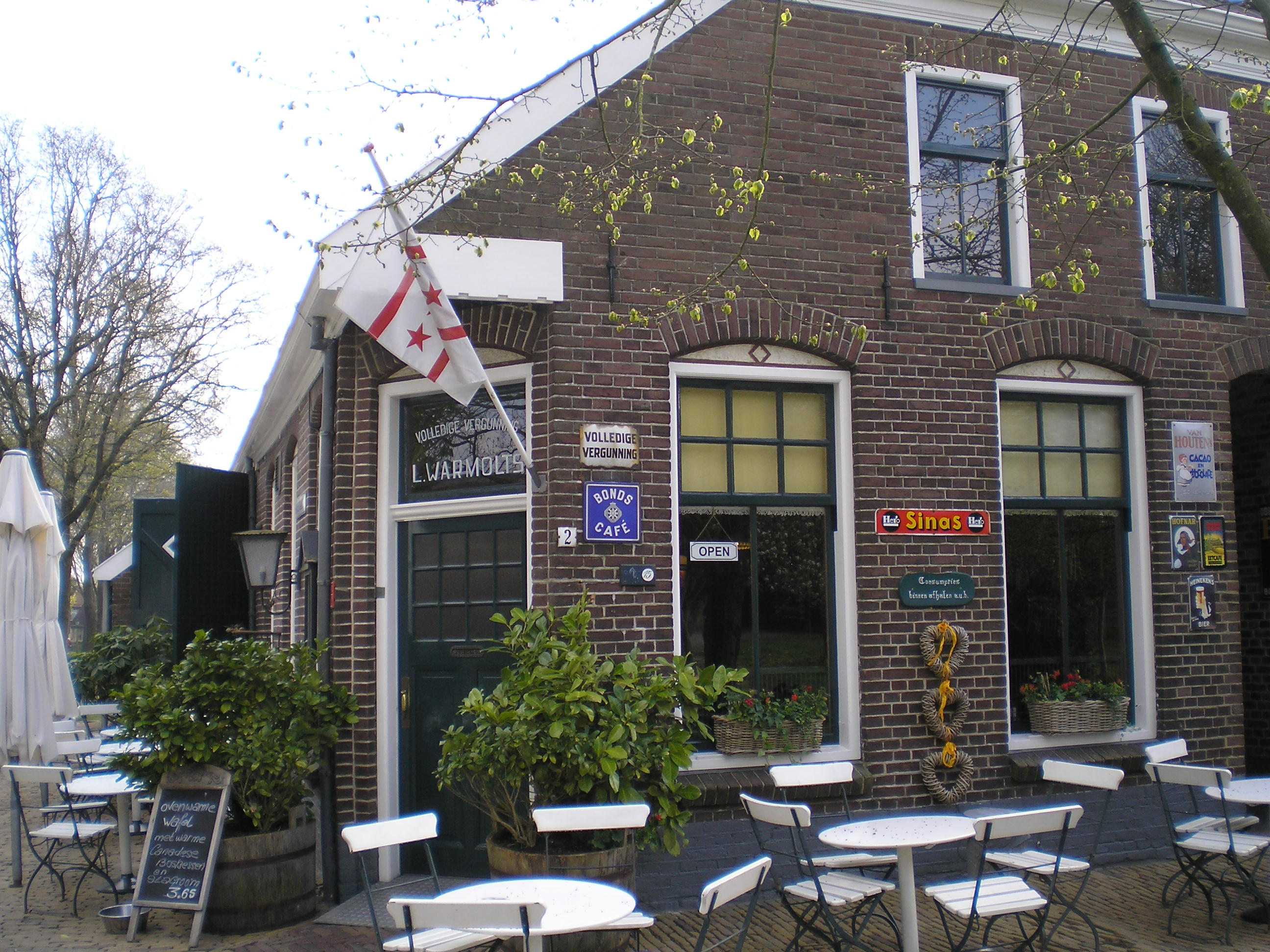
Café Warmolts, Schoolstraat 2
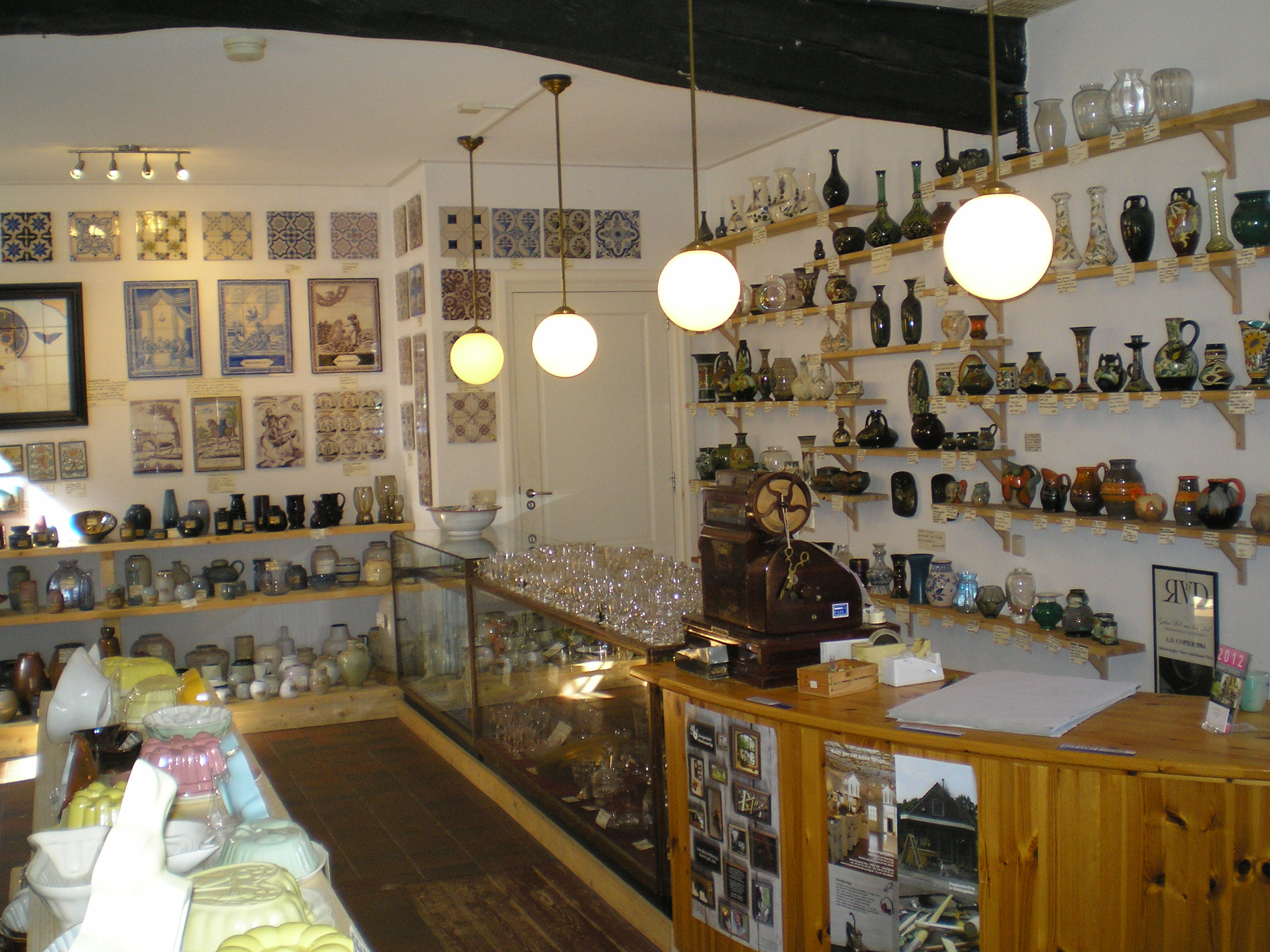
De Snuiter, Schoolstraat 4
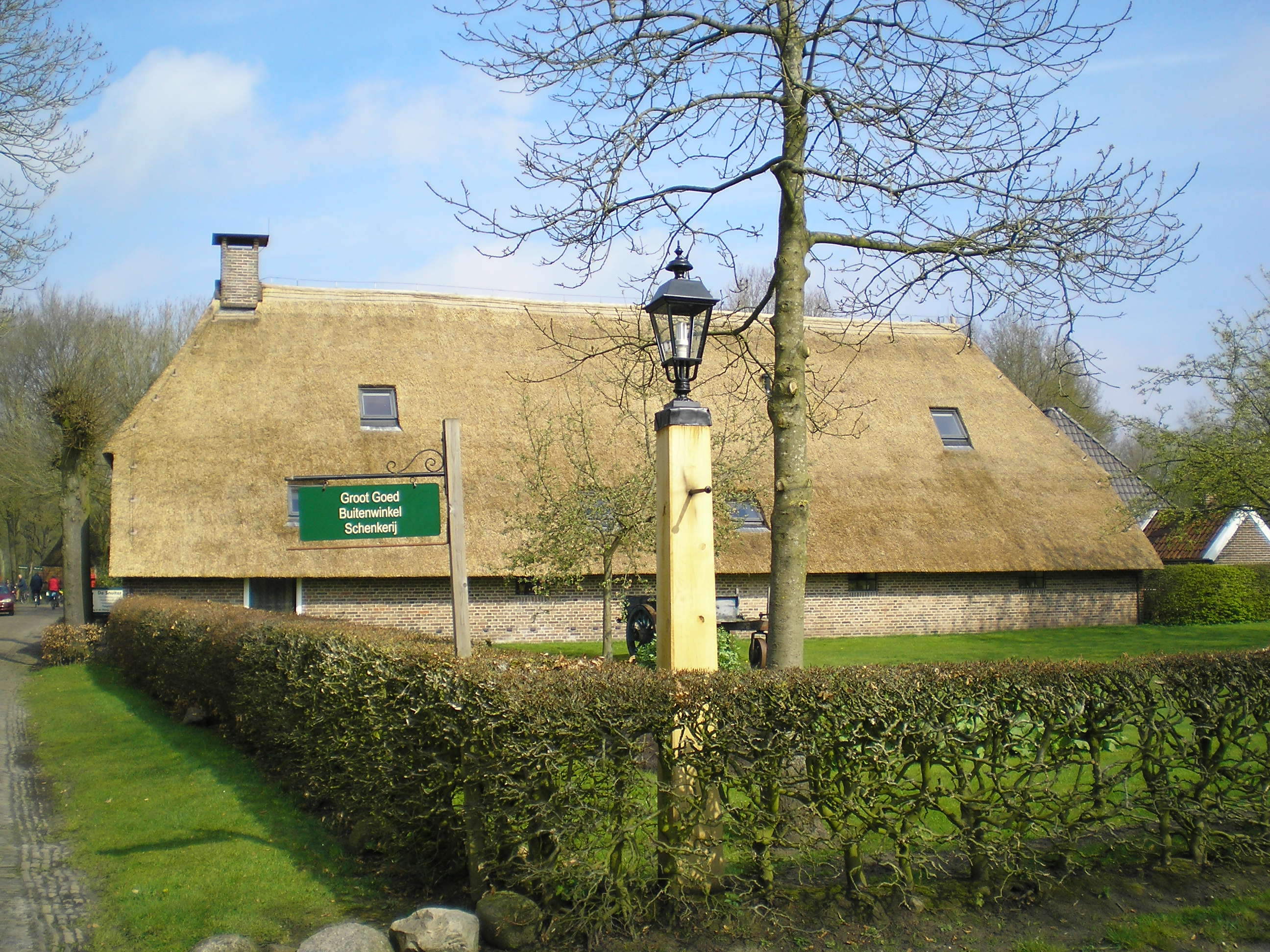
Schoolstraat 6
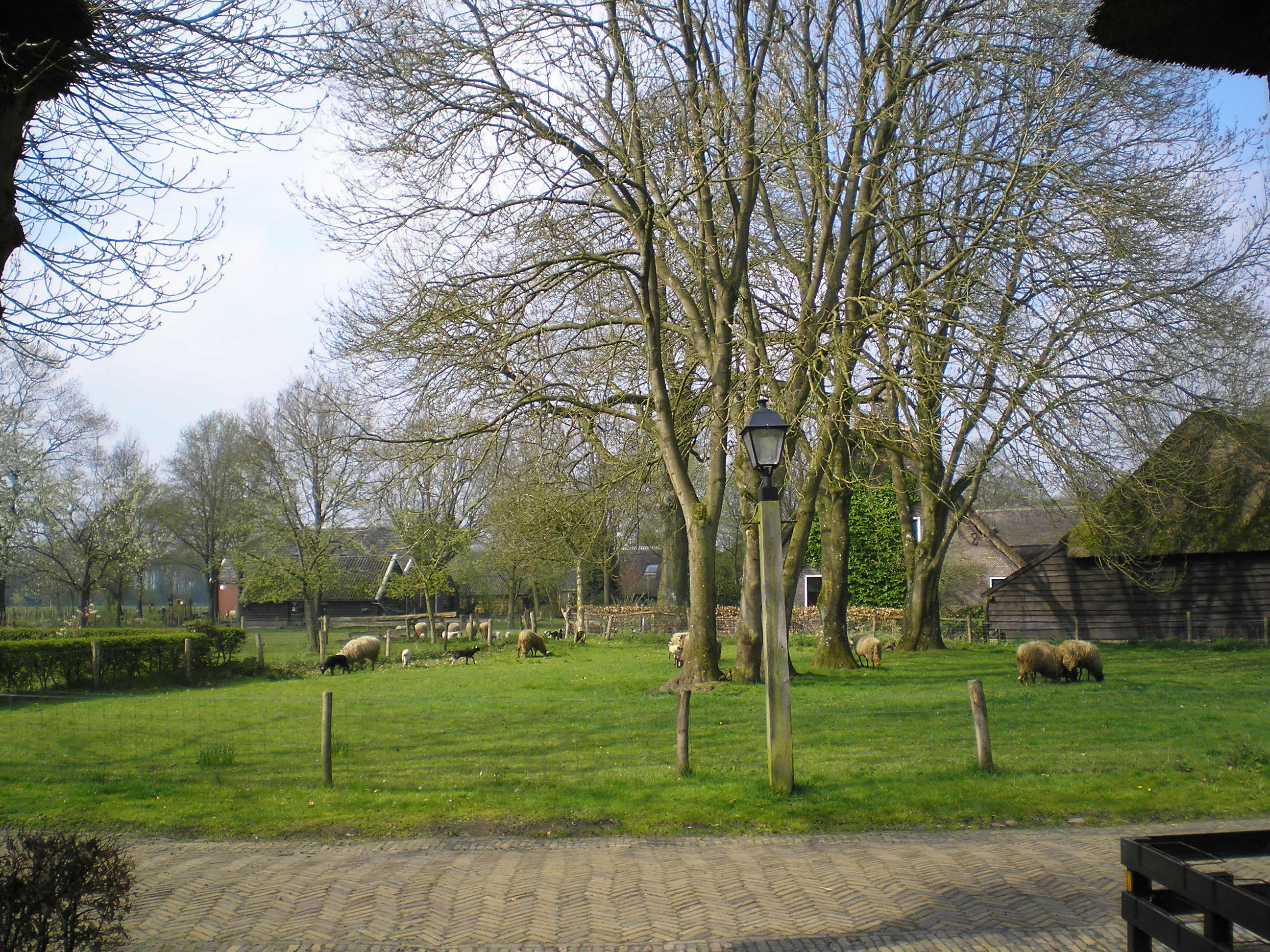
Schapenweide Orvelte
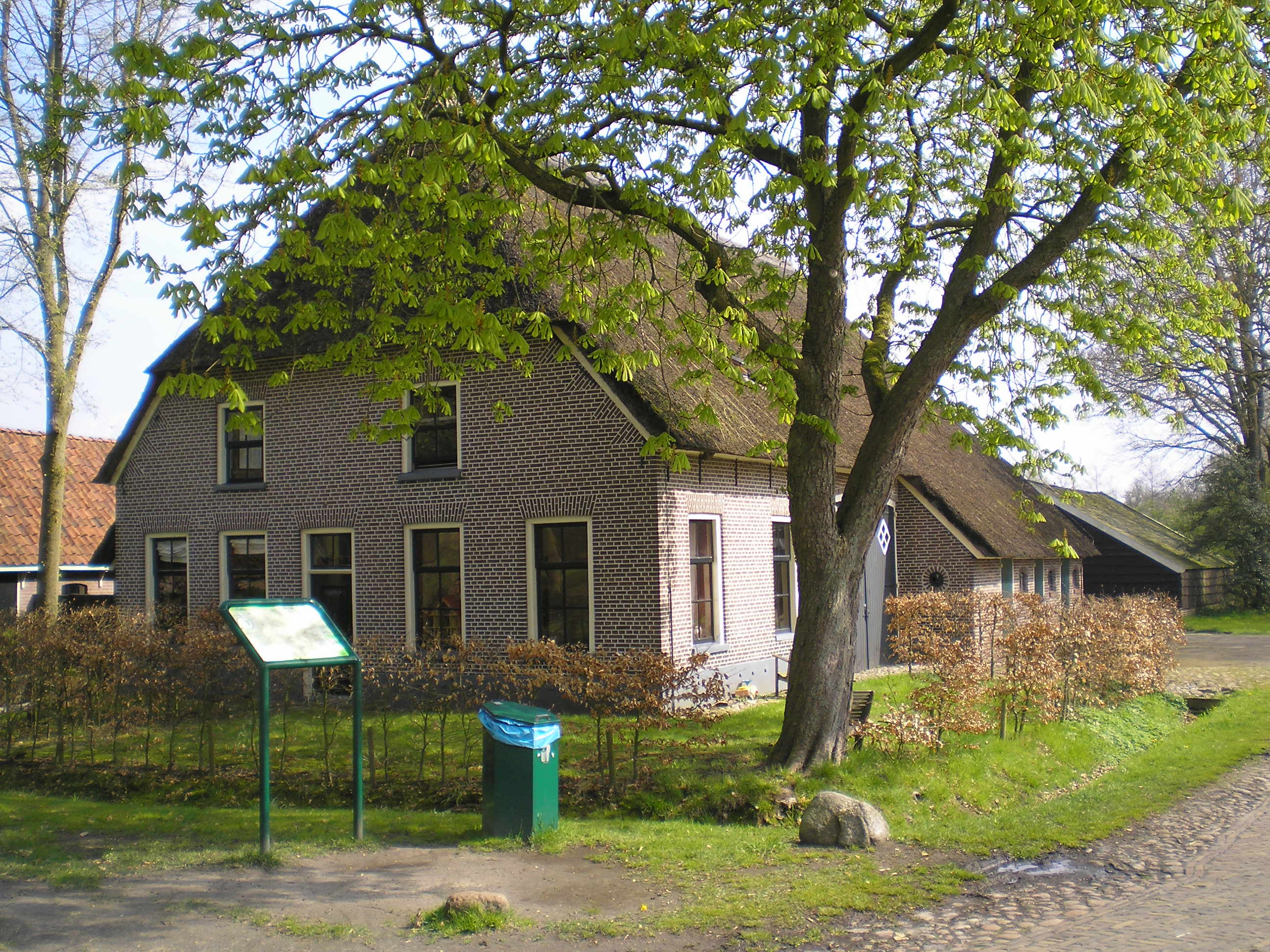
Boerderij in Orvelte
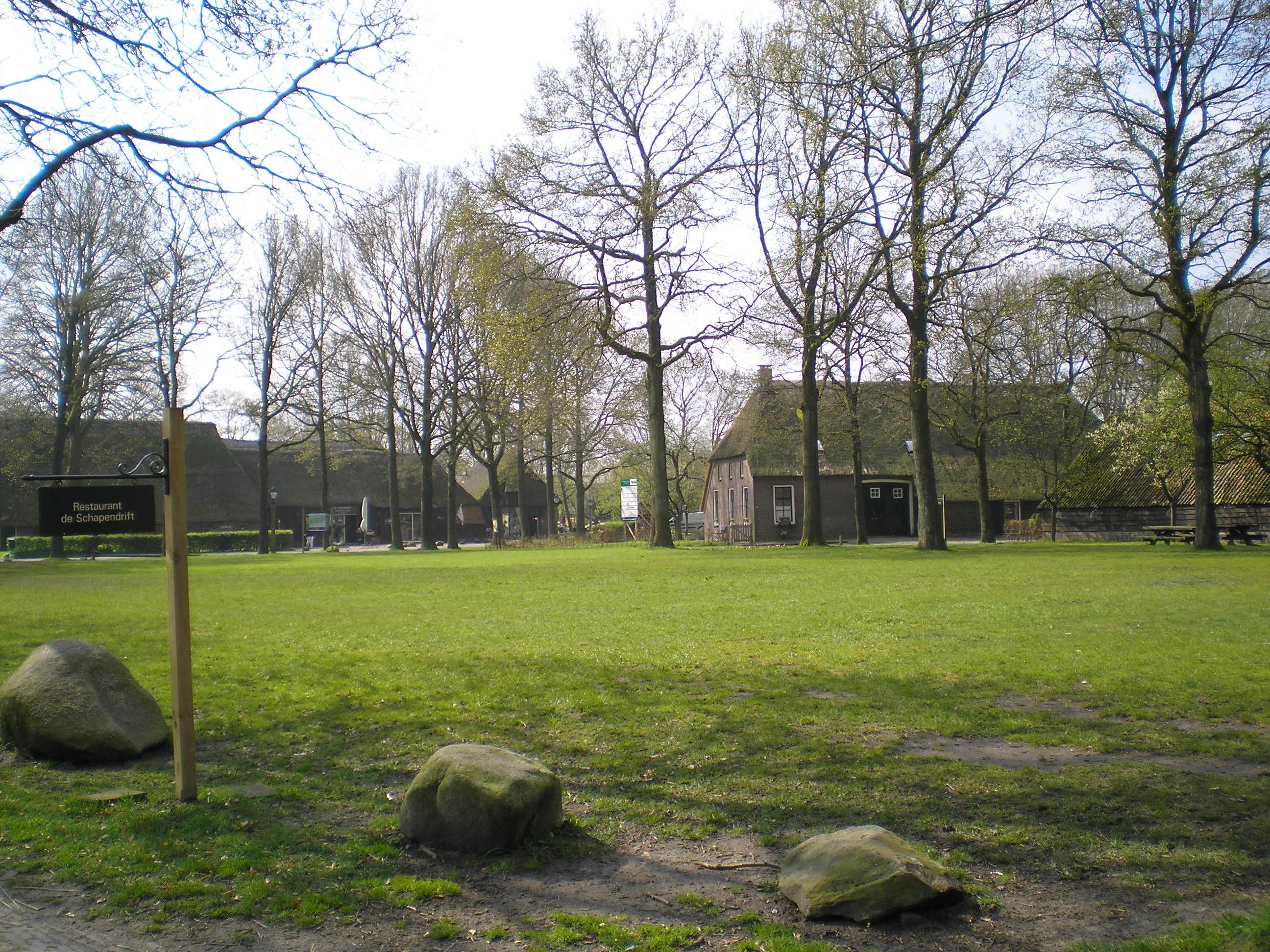
Speelweide in Orvelte
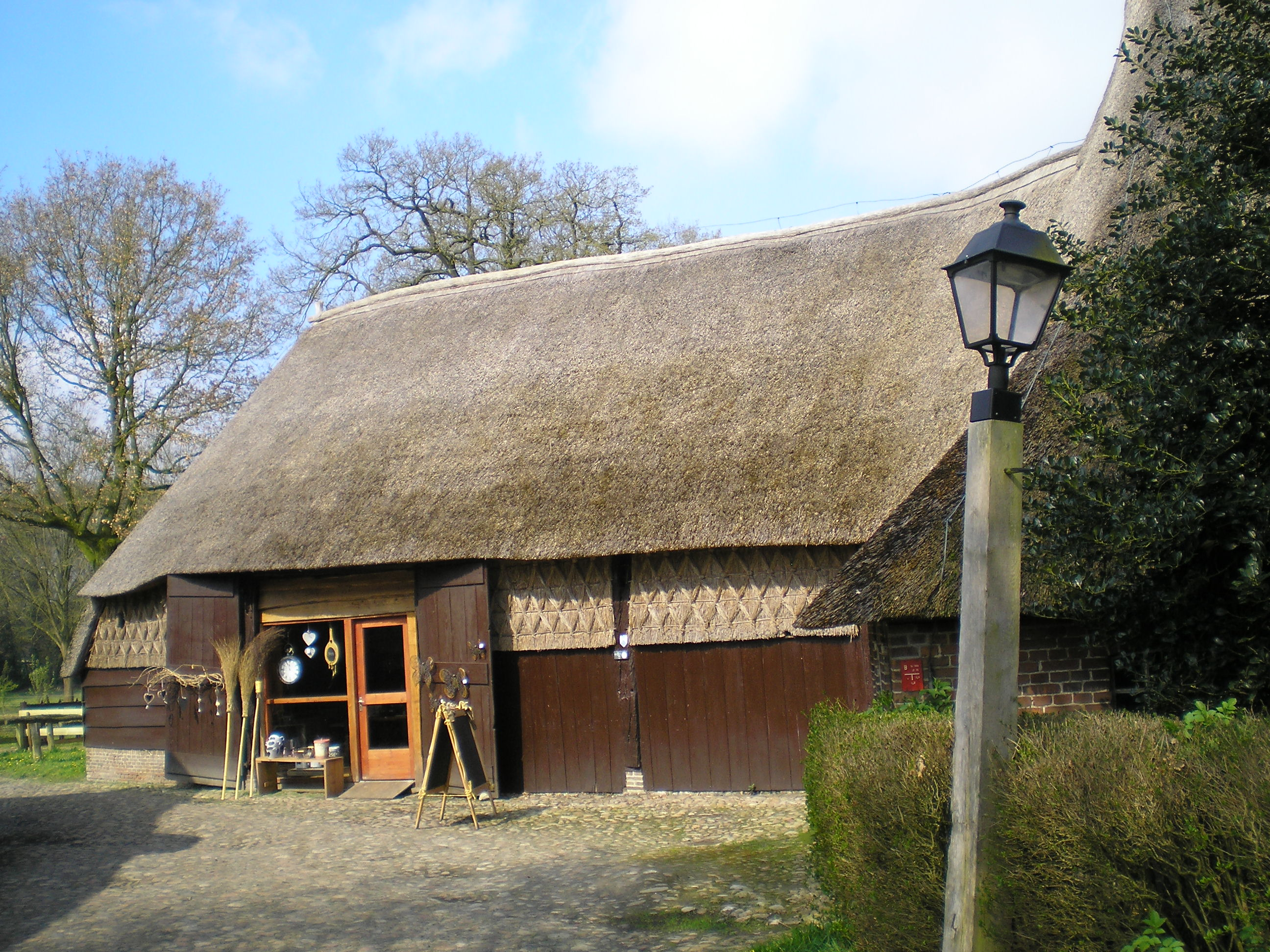
Boerderij met ambachtelijk rietwerk